# 41 de l'Altar
41 de l'Altar (41 Arae) és una estrella binària dea la constel·lació de l'Altar. Les dues estrelles comparteixen una òrbita molt el·líptica que necessita moltes centúries per completar-se. El període s'estima entre 693 i 2.200 anys, i la separació mitjana entre les dues estrelles és d'unes 210 ua (és a dir, 210 vegades la distància mitjana entre la Terra i el Sol.
Aquest sistema té un moviment propi relativament alt i es mou més d'un segon d'arc pel cel en un any. El membre més feble del parell té un espectre peculiar que mostra una deficiència en metalls, per efectes astronòmics es consideren metalls tots els elements més pesants que l'heli.
Aquestes estrelles mostren una baixa activitat cromosfèrica, i tenen una velocitat especial neta de 52 km/s en relació al sistema solar. Això amb combinació amb la seva baixa metal·licitat demostra que aquest parell d'estrelles pertany a la població del disc antic.